# よめヨメかなたさん
『よめヨメかなたさん』は、あろひろしによる日本の4コマ漫画作品。

## 作品概要
『まんがタイムファミリー』（芳文社）2009年5月号と6月号にゲスト扱いで掲載。その後、同年7月号から2012年12月号まで連載された。また、2013年1月号には「番外編」が掲載されたが、これは単行本未収録となっている。
雑誌掲載時の扉絵のタイトルロゴでは、「よめ」と「ヨメ」の間に小さく「×」が描かれているが、同誌の目次や単行本での表記はこれを含めない「よめヨメかなたさん」となっている。
同作者・同出版社の作品である『ボクの社長サマ』と、世界観を共有しているかのような描写が度々見られ、クロスオーバーの特別編も描かれている。

## 物語
結婚による改姓のため同姓同名となってしまった嫁と年下の姑が、数々の混乱を引き起こすホームコメディ。単行本2巻以降は学園漫画の要素も加わり始める。

## 登場人物

### 望見家
住居は「一応東京にある」とされている。
望見かなた（のぞみ かなた）
身長：153cm / 体重：45kg / 誕生日：7月12日 / 血液型：O型
秀人の再婚相手。旧姓は由芽（ゆめ）。主婦兼高校生。
料理をはじめとする家事全般が得意。カタツムリのキャラクター「ででこさん」が描かれたエプロンを愛用している。
平成生まれで未成年だが、良き妻や義母を演じるために無理をする傾向がある。主婦業に専念するため休学していたが、後に復学し、私立夢土学院1年C組に編入された。サスペンスやホラー小説が好きで、校内にミステリー研究会を立ち上げるほど。
父親がいたが、劇中では既に死別している。彼が段駆周斗作品を収集していたことが、後にかなたの結婚のきっかけになった。
望見かなた（のぞみ かなた）
身長：168cm / 体重：52kg / 誕生日：3月7日 / 血液型：AB型
乙人の結婚相手。旧姓は春花（はるか）。某社企画室の主任を務めるキャリアウーマン。
結婚して以降、家事全般の腕前が落ちてきている。特に料理に関しては壊滅的だが、スイーツ作りだけは得意。ウサギのキャラクター「うさぴょん」が描かれたエプロンを愛用している。
京都出身。昭和生まれのアラサー女で、年齢の話になるとキレてちゃぶ台返しをしてしまう。ぬいぐるみなど、かわいいものを集めるのが趣味。中学高校時代は一貫した女子校で「幻の麗人」扱いされ、後輩が結成したファンクラブ「かなた会」は現在もかなたの意思と関係なく活動を続けている。
とある総合商社の秘書室長を友人に持つ。
望見秀人（のぞみ しゅうと）
身長：172cm / 体重：67kg / 誕生日：12月3日 / 血液型：B型
乙人の父。ベテラン小説家。
「段駆周斗」というペンネームを使い、主に怪奇ミステリーやサスペンス小説を「小説タイム」誌（薩陸社 / さつりくしゃ）などで発表している。ライターや放送作家などの経歴があり、現在でも様々な方面に幅広いコネを持つ。辛党。一家の最年長だが、子供っぽい自由な性格。とっさに取り返しのつかないウソをつく癖がある。
20年間、息子と二人で生活してきたが、自分のファンの少女・由芽かなたからバレンタインチョコを送られた後、交際期間をほとんど置かずに再婚した。
望見乙人（のぞみ おっと）
身長：178cm / 体重：68kg / 誕生日：10月31日 / 血液型：A型
秀人の息子。私立夢土学院で国語を教えている高校教師。
校内の男性教師の中では一番若いため、運動部の顧問をいくつも掛け持ちしており、後にかなたの要請によりミステリー研究会の顧問にもなる。趣味は世界の名作文学…のパチモノを発掘すること。義母の嫌味に気付かないなど、鈍感なところがある。甘党で、特技は甘味限定の大食い。
大学時代の先輩・春花かなたの作った菓子がきっかけで付き合い始め、10年に及ぶ交際の末にゴールインした。

### 私立夢土学院
物語の主な舞台の一つ。校長の教育方針から、定期テストの試験範囲や修学旅行の行先は事前には明かされない。更に校内のいたる場所に「謎」が存在し、七不思議の数は77とも777ともいわれている。また、生徒会副会長の和足（わたり）が転校・書記の堀田が退学しており、賀宇巣の入院中は片柿が一人で生徒会を運営していた。

#### 教職員
菜園（なぞの）
夢土学院の校長。頭部全体を隠す覆面を常に被っている。
「謎マニア」を自称する、覆面の下の素顔も含めて多くの謎に包まれた人物。明らかな問題行動をとる生徒や教員に対しても、そこに「謎」や「秘密」があれば見逃してしまう。暗号研究会の顧問を自ら務めている。
「風紀の維持のため」という名目で、かなたが既婚者であることを秘密とし、それが他者に知れたら即退学処分にすると宣告した。
秀人とは旧知の仲らしく、彼を先輩と呼ぶ。
瀬形凛（せがた りん）
1年C組の担任を務める女性教師。
子供と間違われるほど背が低いが、その容姿を対外的に利用するしたたかな面も持つ。常に脚立を持ち歩き、その扱いに長けている。自ら顧問を務める部活動で護身術を教えている。乙人に想いを寄せている。
「梨菜」という名前の姉がいるらしい。

#### 生徒
岡真男（おか まお）
学年・所属クラスは不明、かなた達からは「先輩」と呼ばれている。
女生徒用の制服を身につけ、将来の夢は「かわいいお嫁さん」と公言する、とてもかわいらしい男子生徒。
乙人に対する好意をストレートに表しており、彼が顧問を務めるすべての運動部にマネージャーとして参加し、後に立ち上げられたミステリー研究会にも入会した。
クラス委員長
本名不明。1年C組の男子生徒。
「めんどくせー」という口癖とは裏腹に、非常に面倒見が良い上に気が利くため、あらゆる面で周囲から頼りにされている。演劇部に在籍し、裏方全般を担当している。
佐倉千江利（さくら ちえり）
1年C組の女子生徒。長い黒髪の少女。
かなたの転校初日に学校の中を案内し、それ以来仲良くなる。ユーレイ部員だったが、かなたがミステリー研究会を立ち上げた際に移籍した。
秋月鈴音（あきづき すずね）
1年C組の女子生徒。ボブカットの少女。
かなたの転校初日に学校の中を案内し、それ以来仲良くなる。ユーレイ部員だったが、かなたがミステリー研究会を立ち上げた際に移籍した。
臼井軋巳（うすい あつみ）
学年・所属クラスは不明、かなた達同様、真男のことを「先輩」と呼んでいる。ミステリー研究会に新たに参加した男子生徒。
極度のナルシストで、鏡を見るたびに夢中になり、そのせいで自分の名前さえ忘れてしまった。
幽体離脱が可能で、学校にはいつも幽体で来ており、そのためにかなた達からは本物の幽霊だと認識されている。校長が趣味で在校を認めた「特殊生徒」の一人。
姉と暮らしている。
片柿嫋麗（かたがき たおれ）
学年・所属クラスは不明。生徒会会計を務める女子生徒。
賀宇巣の入院中、生徒会を運営していた唯一の役員。しかし実務能力が皆無のため、生徒会の事務仕事を山のように溜め込んでおり、そのことを常に気に病んで思い詰めていた。
オカルト趣味に傾倒している。賀宇巣に想いを寄せているが、本人には全く通じていない。
賀宇巣（がうす）
学年・所属クラスは不明。生徒会長を務める男子生徒。
ひどい肩こりが持病で、固形燃料と見紛うほど大きなエレキパンを常に貼っているが、その磁力が原因で彼の周囲ではさまざまな怪奇現象が起こる。磁力に引き寄せられ飛んでくる鉄製品から身を守るため、外出時はヘルメットとプロテクターを身に付けている。
仕事に関しては非常に優秀。肩こりをほぐしてくれたかなたのマッサージ技術に惚れ込み、交際を申し込む。

### その他
宇津狩（うつかり）
薩陸社の女性編集者。うっかり者。
秀人の担当編集者である間田（まだ）が風邪で倒れた際に代理としてやってきた。その後、秀人の担当を間田から正式に引き継ぐことになる。
かなたの母
本名不明。京都の老舗旅館「春花荘」の女将。
京都人としてのプライドが強く、東京在住の望見家を徹底的に見下している。かなたに旅館を継がせることに執心し、そのために乙人との仲を平然と引き裂こうとする。
相手の都合を一切考えずに我を押し通すため、娘から一方的に嫌われているが、ぬいぐるみ好きという点は共通している。
ちひろ
かなたの弟。男であるがゆえに女将を継ぐことができず、板前の修業をしている。
シスコンで、かなたのファンクラブ「かなた会」の永久名誉会員。母親に「男らしくなれ」と言われ自衛隊に入隊させられ、特殊部隊などを経験した結果、童顔のまま首から下だけが筋肉隆々とした大男になってしまっている。
間榎津真（まえの つま）
秀人の前妻で乙人の実母。喰利（はみり）書房の編集部長。
バリバリのキャリアウーマンで、家事は苦手。息子の嫁であるかなたに対し、初対面時に「私と同類」と見抜いている。
家庭より仕事を優先した為に秀人と離婚した。以来20年間、乙人にほとんど姿を見せなかったため、乙人のトラウマとなっている。
作中では語られていないが、離婚した際に乙人の兄を引き取っていったとのこと。

## 書籍情報

### 単行本
- あろひろし『よめヨメかなたさん』 芳文社〈まんがタイムコミックス〉、全3巻
  1. 2010年9月22日発行（2010年9月7日発売）、ISBN 978-4-8322-6885-2
  2. 2011年11月22日発行（2011年11月7日発売）、ISBN 978-4-8322-5021-5
  3. 2013年1月22日発行（2013年1月7日発売）、ISBN 978-4-8322-5148-9